# Heminocloa mirabilis
Heminocloa mirabilis är en fjärilsart som beskrevs av Berthold Neumoegen 1884. Heminocloa mirabilis ingår i släktet Heminocloa och familjen nattflyn. Inga underarter finns listade i Catalogue of Life.